# Yesterday (film, 2019)
A Yesterday 2019-ben bemutatott zenés romantikus vígjáték Danny Boyle rendezésében. A forgatókönyvet saját és Jack Barth története alapján Richard Curtis írta. Címét az azonos című The Beatles-dalról kapta. A főbb szerepben Himesh Patel, mint Jack Malik zenész.  További szereplők Lily James, Joel Fry, Ed Sheeran és Kate McKinnon látható. 
A film készítését 2018 márciusában jelentették be. A forgatás a következő hónapban kezdődött Angliában, főként Norfolkban és a suffolki Halesworthben. A forgatás a Wembley Stadionban, a Principality Stadionban és Los Angelesben is zajlott. A filmkészítők 10 millió dollárt fizettek a Beatles zenéjének felhasználási jogaiért; bár a zenekar egyik tagja sem vett részt a projektben, Boyle megkapta tőlük vagy családtagjaiktól a jóváhagyást.
Világpremierje a Tribeca Filmfesztiválon volt 2019 májusában. Az Egyesült Királyságban és az Amerikai Egyesült Államokban 2019 júniusában mutatta be a Universal Pictures. Magyarországon június 27-én debütált a UIP-Dunafilm forgalmazásában. A film világszerte 153 millió dolláros bevételt ért el 26 millió dolláros gyártási költségvetéssel szemben. Általánosságban vegyes kritikákat kapott, a kritikusok dicsérték a helyszínt, a színészi alakításokat és a film zenéjét.

## Cselekmény
Jack Malik énekes-dalszerző Lowestoftból, akinek nem sikerül átütő sikert aratnia, bár menedzsere és gyerekkori barátja, Ellie Appleton bátorítja, hogy ne adja fel az álmait.
Jacket elüti egy busz egy általános áramszünet során, ami után az egész világ, kivéve Jacket, a Beatles és zenéjük emléke nélkül ébred fel. Jack elénekli a Yesterday-t a barátainak, és rájön, hogy ők még sosem hallottak a Beatlesről. Jack észreveszi, hogy az áramszünet a Coca-Cola és az Oasis együttes emlékét is kitörölte. Ennek hatására a fiú Beatles-dalokat kezd el játszani, és azokat sajátjának adja ki.
Ellie ráveszi Jacket, hogy egy helyi zenei producerrel, Gavinnel vegyen fel egy lemezt. Egy televíziós fellépést követően Jacket meghívja a popsztár Ed Sheeran, hogy lépjen fel kísérőzenekaraként Moszkvában. Ellie nem tud vele utazni, mivel lefoglalja a tanári munkája, ezért Jack barátja, Rocky beleegyezik, hogy roadie legyen. A koncert után Sheeran párbajra hívja Jacket, hogy ki a legjobb dalszerző; Ed Sheeran veszít Jack ellen, aki a The Long and Winding Road című dalt énekli.
Los Angelesben Sheeran kegyetlen ügynöke, Debra Hammer szerződteti őt a kiadójához, és megtervezi a világhírnévre való felemelkedését.
Jack búcsúztatóján Ellie bevallja neki, hogy örökké szerelmes volt belé. Jack, abban a reményben, hogy más Beatles-dalok emlékeit is felidézi magában, elutazik szülővárosukba, Liverpoolba, és felkeresi a dalaikban említett helyeket, mint például a Strawberry Field-et, Penny Lane-t és Eleanor Rigby sírját.
Ellie meglepi, amikor felbukkan Liverpoolban, és csodálatos estét töltenek el, flörtölnek, sőt még csókot is váltanak, de Ellie közli vele, hogy nem érdekli az egyéjszakás kaland. Másnap reggel Jack és Rocky a vasútállomásig kísérik Ellie-t, ahol a lány gratulál Jacknek, de közli vele, hogy nem lehet része a celebéletében, hacsak nem mond le róla; Jack összetörten tér vissza Los Angelesbe, és azt is megtudja, hogy az áramszünet kitörölt minden emléket a cigarettáról.
Egy nap Ellie közli vele, hogy találkozgat Gavinnel, az első producerével, valamint azt is, hogy a lowestofti tengerparton található Pier hotel újra megnyílik.
A lemezkiadó a debütáló album piacra dobására készül, amelynek a producerei elutasítják az általa javasolt, a Beatles lemezekről vett címeket, és a tehetségét hangsúlyozva One Man Only névre nevezik át az albumot. Jack meggyőzi őket, hogy az albumot egy koncerttel indítsák útjára a Pier hotel tetejéről. A koncert után a színfalak mögött két rajongó - akik szintén emlékeznek a Beatlesre és a dalaikra - odalép hozzá, és megköszönik neki, mert Jack visszahozta a Beatles zenéjét a világba, és ezzel jobbá tette azt. Ők ketten adják meg neki a most 78 éves John Lennon címét is, aki a reflektorfénytől távol élt, és még mindig él. Jack megkérdezi Lennont, hogy sikeres volt-e az élete, mire a férfi azt válaszolja, hogy boldogan élt, és azzal a nővel, akit szeretett. Lennon azt tanácsolja Jacknek, hogy mindig fedje fel érzéseit azoknak, akiket szeret, és mindig mondja el az igazat, hogy boldog élete lehessen.
Jack megérti, hogy mit akar: miközben Sheeran a Wembley Stadionba szervez egy koncertet, felkérést kap Jacktől, hogy törölje azt a koncertet.
Az All You Need Is Love eléneklése után Jack elárulja a közönségnek és Ellie-nek, hogy hazudott, hogy szereti Ellie-t, és hogy a Beatles dalait ingyenesen elérhetővé akarja tenni mindenki számára. Mielőtt kirohannának a stadionból, mert a riporterek és Debra producer üldözik őket, Jack találkozik Ellie-vel és Gavinnel; utóbbi elengedi a lányt, mondván, hogy mindig is tudta, hogy ő Ellie második választása, és csak azt akarta, ami a lánynak jó, nem ellenzi a kettejük kapcsolatát. Jack és Ellie összejönnek, és kiderül, hogy a jövőben fiuk és lányuk lesz.

## Szereplők
| Szerep             | Színész           | Magyar hang     |
| ------------------ | ----------------- | --------------- |
| Jack Malik, zenész | Himesh Patel      | Szvetlov Balázs |
| Ellie Appleton     | Lily James        | Mórocz Adrienn  |
| Rocky              | Joel Fry          | Ember Márk      |
| önmaga             | Ed Sheeran        | Hamvas Dániel   |
| Debra Hammer       | Kate McKinnon     | Peller Anna     |
| Jed Malik          | Sanjeev Bhaskar   | Szerednyey Béla |
| Sheila Malik       | Meera Syal        | Andresz Kati    |
| Nick               | Harry Michell     | Gacsal Ádám     |
| Carol              | Sophia Di Martino | Gáspár Kata     |
| Lucy               | Ellise Chappell   | Mentes Júlia    |
| Liz                | Sarah Lancashire  | Kiss Erika      |
| Gavin              | Alexander Arnold  | Dér Zsolt       |
| Leo                | Justin Edwards    | Törköly Levente |
| marketinges főnök  | Lamorne Morris    | Csőre Gábor     |

James Corden (Elek Ferenc) és Michael Kiwanuka (Galambos Péter) önmagukat alakítják. Robert Carlyle (Benkő Péter) John Lennon szerepében tűnik fel.

## Bemutató
A Yesterday bemutatója eredetileg 2019 szeptemberére volt kitűzve, de előbbre hozták 2019. június 28-ra, főként a Paul McCartney által indított szerzői jogi per miatt. A filmben felhasznált néhány korábbi Beatles-dal jogai 2019 őszén visszakerültek volna McCartney-hoz, és a Sony Music szerette volna ezt megelőzni.
A film első hivatalos előzetese 2019. február 12-én jelent meg. A film világpremierje a Tribeca Filmfesztiválon volt 2019. május 4-én. A film helyi vetítésére a Gorleston Palace moziban került sor 2019. június 21-én. A Universal 75,4 millió dollárt költött a film népszerűsítésére világszerte.

## Fogadtatás

### Bevételi adatok
A Yesterday 73,3 millió dolláros bevételt hozott az Amerikai Egyesült Államokban és Kanadában, 80,4 millió dollárt más területeken, így összesen világszerte 153,7 millió dolláros bevételt hozott a 26 milliós gyártási költségvetésével szemben. Ebből több mint 13,8 millió font (17,8 millió dollár) az Egyesült Királyságból való.
Az Egyesült Államokban és Kanadában a film nyitóhétvégéjére 10-15 millió dolláros bevételt terveztek 2603 moziból. A film az első napon 6,1 millió dollárt hozott, ebből 1,25 millió dollárt a csütörtök esti vetítésekből. A film végül némileg meghaladta az elvárásokat, és 17 millió dollárral debütált, és a harmadik helyen végzett a Toy Story 4. és az Annabelle 3. – Hazatérés mögött. A második hétvégén a film újabb 10,7 millió dollárt keresett, és ismét a harmadik helyen végzett (a Pókember: Idegenben és a Toy Story 4. mögött), majd a harmadik hétvégén 6,8 millió dollárt keresett, és az ötödik helyre csúszott a listán.
Más területeken a film 7,8 millió dollárral nyitott, ebből 2,8 millió dollárral az Egyesült Királyságban (ahol a Toy Story 4. mögött, a második helyen végzett) és 2,5 millió dollárral Ausztráliában. A Deadline Hollywood számításai szerint a film nettó profitja 45 millió dollár volt, ha minden kiadást és bevételt összeszámolunk. A Universal azonban hivatalosan 87,8 millió dolláros veszteséget könyvelt el a filmen, amelyből a Deadline szerint 26,5 millió dolláros nyereséget eredményezett, miután a tévés és videós bevételeket is figyelembe vették.

### A The Beatles reakciói
Paul McCartney a The Late Show with Stephen Colbert egyik epizódjában elárulta, hogy feleségével, Nancy Shevell-el belopózott egy hamptonsi moziba, hogy megnézhessék a filmet, és „imádták”. Boyle elküldte a kész film másolatát Ringo Starrnak és feleségének, Barbarának, valamint George Harrison özvegyének, Olivia Harrisonnak is, és mindkét féltől „kedves üzeneteket” kapott. John Lennon özvegye, Yoko Ono szintén jóváhagyta, ahogy a film a férjét ábrázolta.

## Összehasonlítás más művekkel
Amint azt a médiában megjegyezték, számos más műnek is volt hasonló előfeltevése vagy témája, amely párhuzamos világokat vagy időutazást tartalmaz. Ezek közé tartozik David Blot és Jérémie Royer 2011-es Yesterday című francia képregénye (a cím szintén a Beatles-dalra utal), a 2010-12-es japán manga I'm a Beatle (僕はビートルズ, Boku wa Bītoruzu) Tetsuo Fujii és Kaiji Kawaguchi, a Goodnight Sweetheart című 1990-es évekbeli brit sitcom, a 2006-os Jean-Philippe című francia film, és Nick Milligan 2013-as Enormity című regénye. Danny Boyle azt mondta, hogy nem volt tisztában korábbi, hasonló alaphelyzetű művekkel, amikor a forgatókönyvet olvasta, de tudomást szerzett egy francia filmről és egy brit szitkomról, amelyek hasonló kiindulást tartalmaztak.
A filmet a Vakító fény (2019) című brit vígjáték-drámához is hasonlították, amely nagyjából ugyanebben az időben készült. Ez a film egy feltörekvő brit ázsiai íróról szól, akit Bruce Springsteen dalai inspirálnak.

## Fordítás
- Ez a szócikk részben vagy egészben  a   Yesterday (2019 film) című angol Wikipédia-szócikk fordításán alapul.  Az eredeti cikk szerkesztőit annak laptörténete sorolja fel. Ez a jelzés csupán a megfogalmazás eredetét és a szerzői jogokat jelzi, nem szolgál a cikkben szereplő információk forrásmegjelöléseként.